# Pomaro
Pomaro è una frazione del comune italiano di Piozzano, in provincia di Piacenza. Situata a mezza costa sul lato sinistro della val Luretta è formata da un nucleo che comprende la pieve di San Vitale, la canonica, il cimitero, gli annessi agricoli ed è circondata da cascine e fattorie.

## Storia

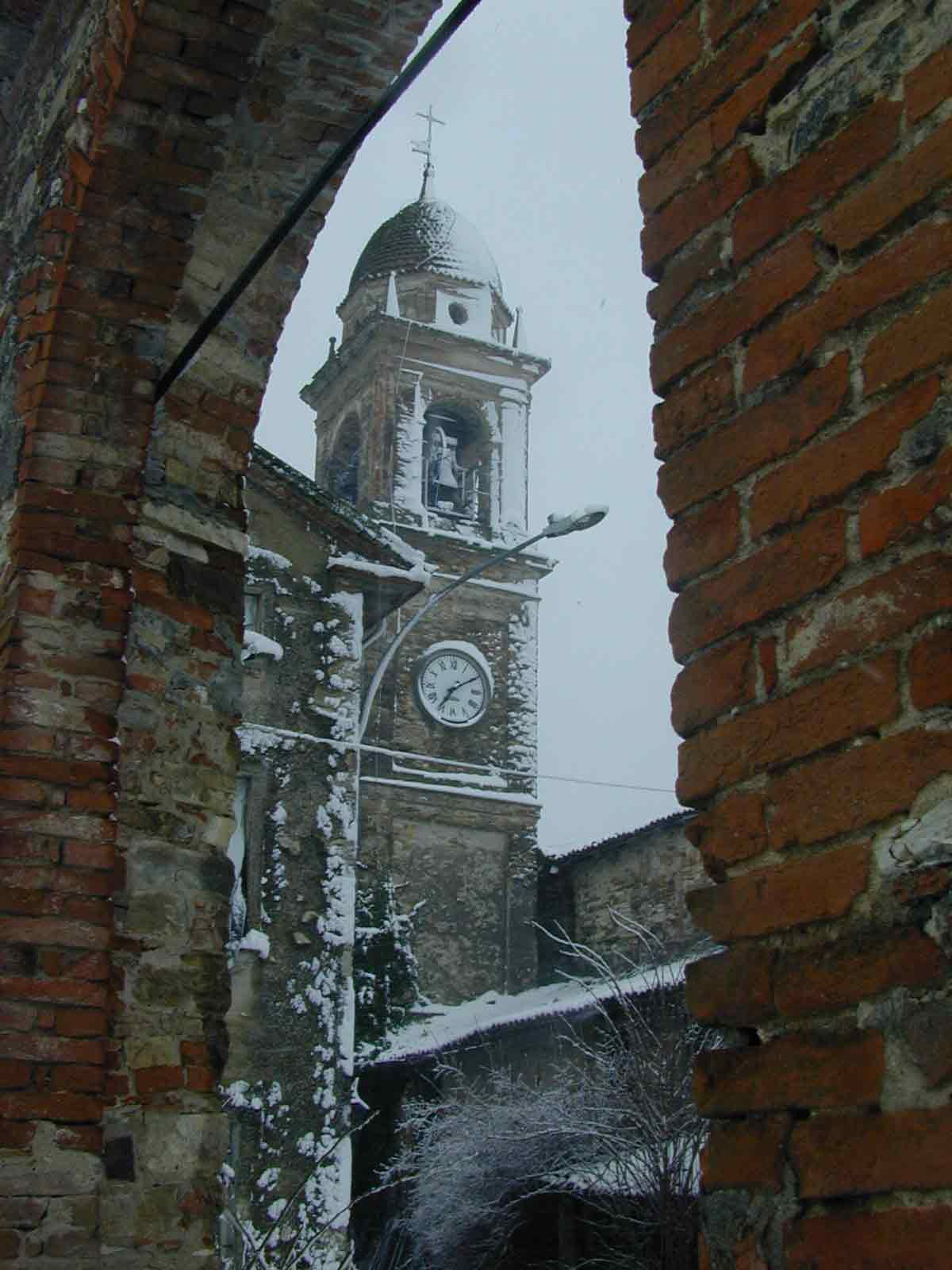
Il campanile della pieve di San Vitale Martire

Il toponimo deriva dal latino pomarium, dal significato di ‘pometo’, nome comune anche ad altre località italiane come Pomaro nel Monferrato e Pomaro di Monte Acuto.
La zona di Pomaro è frequentata fin dall'epoca preistorica, come testimoniato dai ritrovamenti di reperti risalenti all'età del bronzo e custoditi nel museo archeologico di Pianello Val Tidone; in epoca romana Pomaro è abitato e viene citato come vicus Pomarius nella tabula alimentaria traianea.

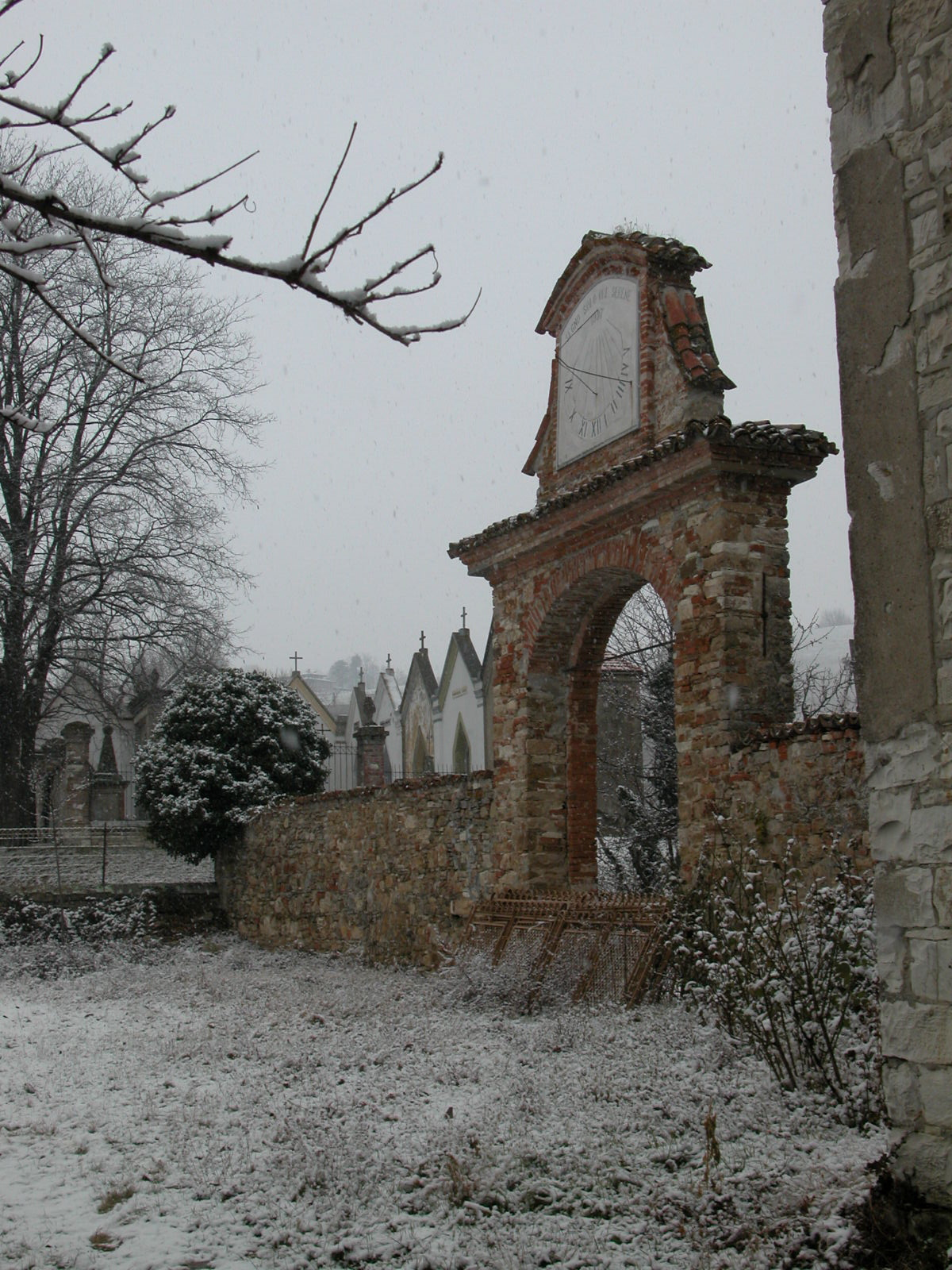
Meridiana

Conosciuto dal IX secolo per la pieve, tributaria poi della cattedrale piacentina con quelle di San Giorgio, Cassiano e Carmiano unite dal vescovo Everardo nell'896, ottiene maggiori privilegi nel 948, quando il re Lotario II, pur confermando al duomo le prerogative sui beni goduti, permette alle pievi dipendenti di costruire fortificazioni a loro difesa.
Con l'istituzione dei comuni in seguito alla riorganizzazione amministrativa attuata da Napoleone nel 1806, viene istituito il comune di Pomaro. La sede comunale, inizialmente posta a Pomaro, viene, poi trasferita nella frazione di Montecanino. Nel 1862 il comune cambia nome in Pomaro Piacentino.
Pomaro rimane comune autonomo fino al 1875, quando tramite un regio decreto, viene disposto il trasferimento della sede comunale dalla frazione di Montecanino alla frazione di Piozzano, situata nel fondovalle. Nonostante il trasferimento, la sede originale del comune viene comunque ricordata nello stemma, che presenta un albero carico di mele posto in cima a una collina. Nel 1877 viene cambiata conseguentemente anche la denominazione del comune, che diventa Piozzano.

## Monumenti e luoghi d'interesse

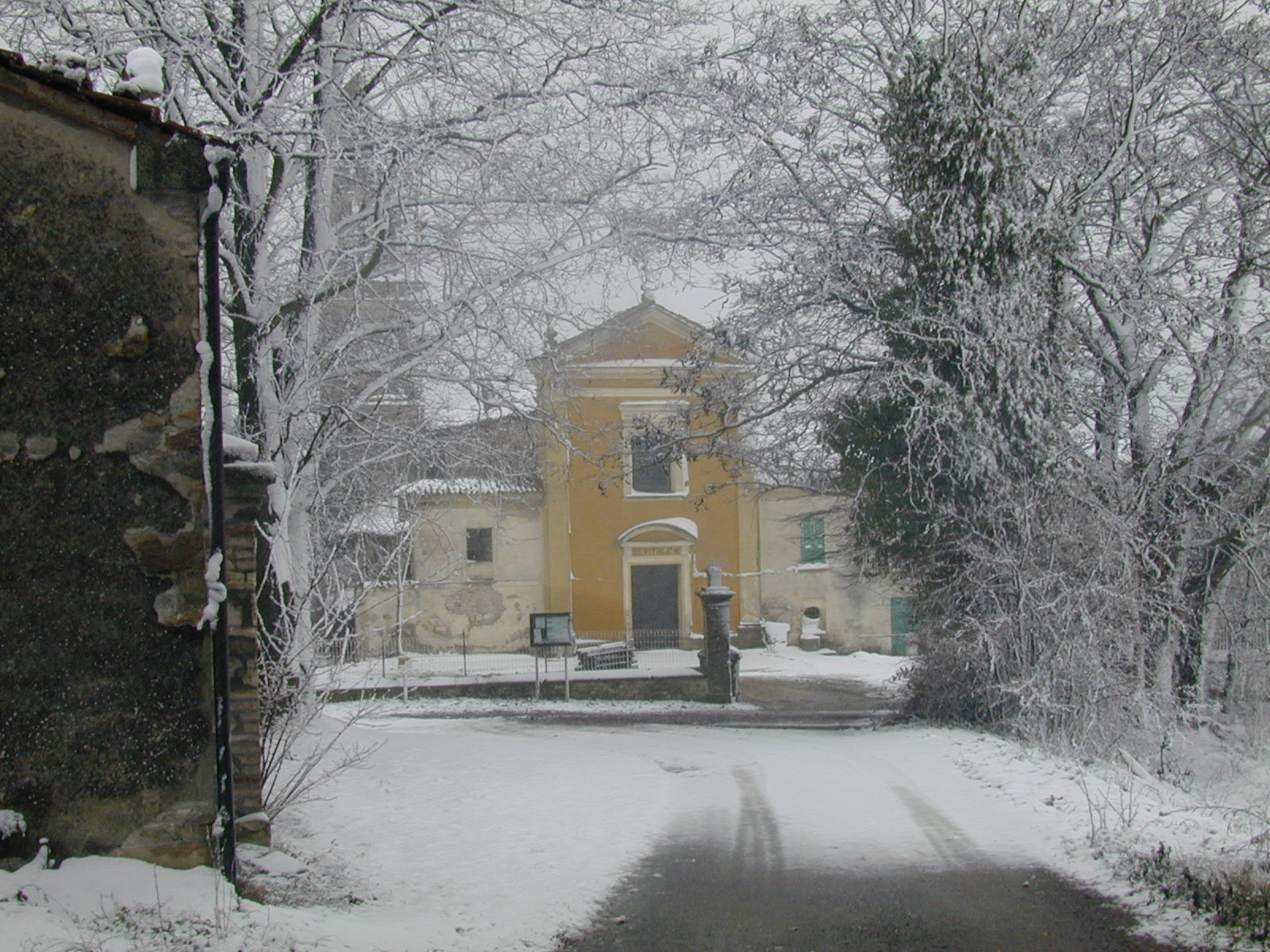
Facciata della pieve di San Vitale Martire

Castello di PomaroDel castello di Pomaro rimane solo una traccia storica; esso fu distrutto nel 1242 da Obizzo Malaspina con milizie provenienti da Tortona e Pavia. In seguito, venne occupato dai pavesi nel 1270 passando poi ai marchesi di Monferrato per ritornare, dopo pochi anni ai pavesi. Dal 1285 figura nei beni della famiglia Pallastrelli. Nel 1467 è soggetto al dominio degli Sforza di Borgonovo Val Tidone, nel 1595 di G. Rustico, nel 1691 degli Zandemaria. Del castello non rimane nessuna traccia.
Pieve di San Vitale martireFondata nel IX secolo e originariamente dotata di 3 navate, è stata in seguito ampiamente rimaneggiata negli anni successivi al concilio di Trento, presenta un'unica navata ripartita in tre campate con volta a crociera. Dell'edificio originale, edificato in stile romanico rimangono alcune tracce poste al limitare della gronda sul lato sinistro sotto alla torre campanaria.

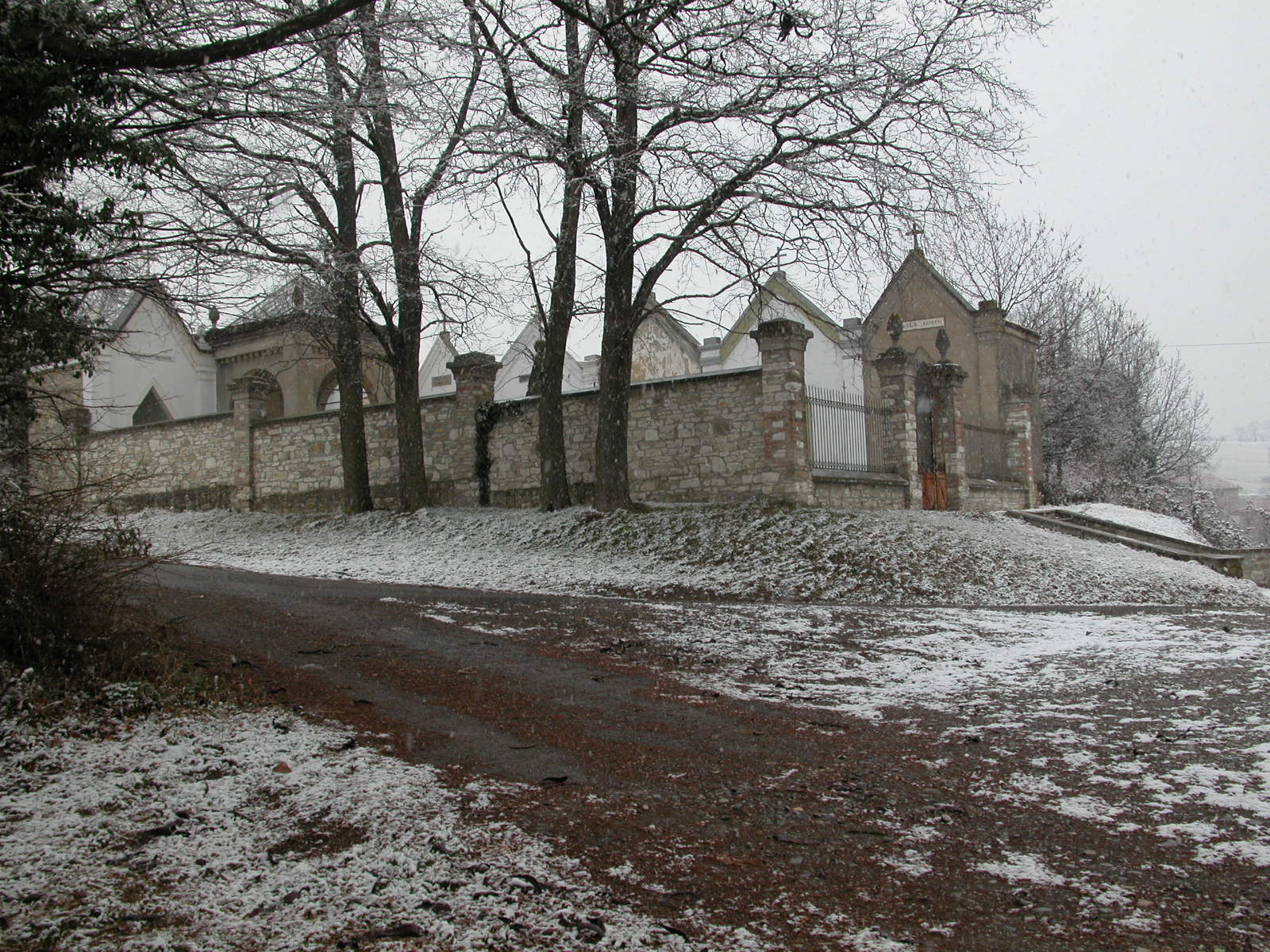
Cimitero

## Infrastrutture e trasporti
La frazione è attraversata dalla strada provinciale 65 della Caldarola che, proveniente dal capoluogo risale la vallata fino all'omonimo passo, discendendo, poi, in val Trebbia, a Mezzano Scotti, frazione del comune di Bobbio.